# Rochefort-sur-Brévon
Rochefort-sur-Brévon – miejscowość i gmina we Francji, w regionie Burgundia-Franche-Comté, w departamencie Côte-d’Or.
Według danych na rok 1990 gminę zamieszkiwało 65 osób, a gęstość zaludnienia wynosiła 5 osób/km² (wśród 2044 gmin Burgundii Rochefort-sur-Brévon plasuje się na 845. miejscu pod względem liczby ludności, natomiast pod względem powierzchni na miejscu 747.).